# Карташово (Жангалинский район)
Карташово (каз. Карташово) — упразднённое село в Жангалинском районе Западно-Казахстанской области Казахстана. Исключено из учётных данных в 2021 г. Входило в состав Мендешевского сельского округа. Код КАТО — 274049300.

## Население
В 1999 году население села составляло 153 человека (79 мужчин и 74 женщины). По данным переписи 2009 года, в селе проживало 156 человек (93 мужчины и 63 женщины).